# Conde de Penaguião

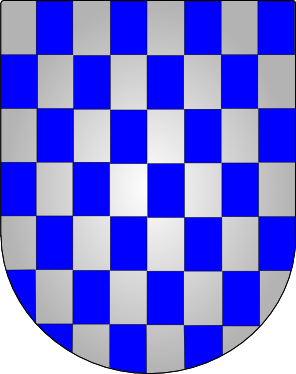
Brasão da família Sá, Condes de Penaguião, Marqueses de Fontes e Marqueses de Abrantes.

Conde de Penaguião era um título nobiliárquico Português, atribuído pelo rei Filipe I de Portugal, em 10 de Fevereiro de 1583, a D. João Rodrigues de Sá.
Esta família obteve o marquesado de Fontes em 1659, que foi trocado pelo marquesado de Abrantes em 1718.
Por um decreto especial do rei D. João V de Portugal, de 24 de Junho de 1718, Conde de Penaguião tornou-se um título automaticamente atribuído ao herdeiro do Marquês de Abrantes.

## Condes de Penaguião

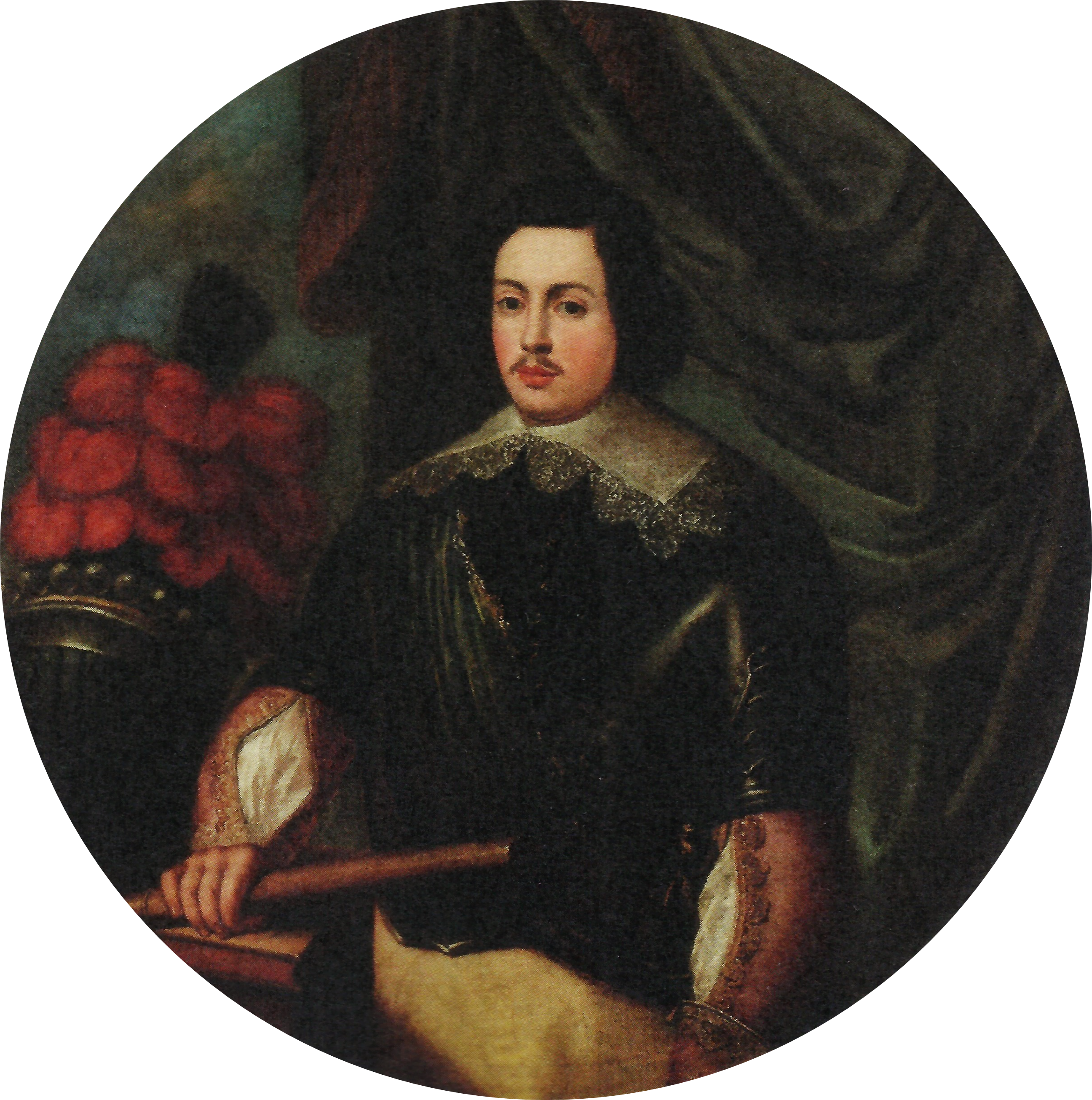
Retrato de João Rodrigues de Sá e Meneses, 3.º Conde de Penaguião

1. D. João Rodrigues de Sá (c. 1555–?);
2. D. Francisco de Sá e Meneses (1598–1647), filho do anterior;
3. D. João Rodrigues de Sá e Meneses, 3.º Conde de Penaguião (1619–1658), filho do anterior, Embaixador Extraordinário de Portugal no Reino Unido[1];
4. D. Francisco de Sá e Meneses (c. 1640–1677), filho do anterior, também 1.º marquês de Fontes;
5. D. João Rodrigo de Sá e Meneses, filho do anterior;
6. D. João Rodrigues de Sá Meneses (1674–1688), filho do anterior, também 2.º marquês de Fontes;
7. D. Rodrigo Anes de Sá Almeida e Meneses (1676–1733), irmão mais novo do anterior, também 3.º marquês de Fontes, que foi trocado por 1.º marquês de Abrantes;
8. D. Joaquim Francisco de Sá Almeida e Meneses (1695–1756), filho do anterior, também 2.º marquês de Abrantes;
9. D. Ana Maria Catarina Henriqueta de Lorena (1691–1761), irmã do anterior, também 3.ª marquesa e 1.ª duquesa de Abrantes;
10. D. Maria Margarida de Lorena (1713–1780), filha da anterior, também 4.ª marquesa e 2.ª duquesa de Abrantes;
11. D. José Maria de Lancastre e Távora de Almeida Sá e Meneses (1742–1771), 2.º primo da anterior, também 6.º conde de Vila Nova de Portimão;
12. D. Pedro de Lancastre da Silveira Castelo Branco Sá e Meneses (1762–1828), filho do anterior, também 5.º marquês de Abrantes e 7.º conde de Vila Nova de Portimão;
13. D. José Maria da Piedade de Lancastre Silveira Castelo Branco de Almeida Sá e Meneses (1784–1827), filho do anterior, também 6.º marquês de Abrantes e 8.º conde de Vila Nova de Portimão;
14. D. Pedro José Maria da Piedade de Alcântara Xavier de Lancastre (1816–1847), filho do anterior, também 7.º marquês de Abrantes e 9.º conde de Vila Nova de Portimão;
15. D. João Maria da Piedade de Lancastre e Távora (1864–1917), sobrinho do anterior, também 8.º marquês de Abrantes e 11.º conde de Vila Nova de Portimão;

Após a Proclamação da República e o fim do sistema nobiliárquico, foram pretendentes ao título D. José Maria da Piedade de Lancastre e Távora (1887-1961), D. Luís Gonzaga de Lancastre e Távora (1937–1993) e, actualmente, D. José Maria da Piedade de Lancastre e Távora (1960–).